# ISO/IEC 17020
De ISO/IEC 17020 is een norm die inspectiebedrijven kunnen hanteren om aan te tonen dat zij onder meer voldoen aan deskundigheid en onafhankelijkheid. De huidige versie dateert uit 2012. Deze norm heeft de EN 45004 en ISO/IEC 17020 [1998] vervangen.
De criteria waar een inspectie aan moet voldoen kunnen door de instelling zelf worden omschreven; maar vaker zal aan de hand van een nationale of internationale norm getoetst worden.

## Accreditatie
Deze norm is een accreditatienorm. Dat geeft aan dat deze norm door een accreditatieinstelling, in Nederland bijvoorbeeld de Raad voor Accreditatie, gebruikt kan worden om te verifiëren of het kwaliteitssysteem van de inspectiedienst voldoet aan de criteria. Dit wordt kenbaar gemaakt door middel van een certificaat.